# Cromidon decumbens
Cromidon decumbens är en flenörtsväxtart som först beskrevs av Carl Peter Thunberg, och fick sitt nu gällande namn av O.M. Hilliard. Cromidon decumbens ingår i släktet Cromidon och familjen flenörtsväxter. Inga underarter finns listade i Catalogue of Life.